# مستعرب
الُمسْتعرَب هو شخص يكون متأثراً بالعرب من عدة نواحي إما لغوية أو اجتماعية أو اعتقادية، والمستعرب غالبا يكون من أصول غير عربية يعيش في وسط عربي. و يسمى عند الإسبان الإسباني "Mozárabe".

## الإسبان المستعربون
بدأت حملة الاستعراب من خلال تأثر الإسبان بالعرب أثناء حكمهم في الأندلس وأطلق عليهم المستعربين. ويعد الموريسكيون من المستعربين أيضا.

## الأمازيغ المستعربون
عرف الأمازيغ التعريب عندما نشر الإسلام، مما اضطر العرب للهجرة نحو أراضي الأمازيغ وبسبب استلامهم الحكم وقع تعريب الكثير من الأمازيغ.

## الأكراد المستعربون
للأكراد لغتهم الكردية، لكن الأماكن التي سيطر عليها العرب من أراضيهم وبسبب استلامهم الحكم وقع تعريب للأكراد الواقعين تحت سيطرتهم.